# Quinhámel
Quinhámel és una vila i un sector de Guinea Bissau, capital de la regió de Biombo. Té una superfície 451 kilòmetres quadrats. En 2008 comptava amb una població de 45.604 habitants, dels quals 2.887 vivien al nucli urbà.